# 거제대로 (부산)
거제대로(Geoje-daero Road, 巨堤大路, 부산광역시도 제71호선의 일부, 국도 제7호선의 일부, 의 일부)는 부산광역시 부산진구 양정동 송공삼거리와 연제구 거제동 교대사거리를 잇는 부산광역시의 도로이다. 도로 이름과 달리 경상남도 거제시는 관련이 없으며, 이 도로가 거제동을 지나기 때문에 거제로라고 명명된 것이다. 이후 도로명주소 사업으로 도로명이 일제 정비되면서 거제대로로 변경되었다. 부산진구와 동래구 사이를 빠르게 오갈 수 있도록 하는 도로이며, 중앙대로의 우회도로 역할을 하기도 한다. 전 구간 국도 제7호선과 부산광역시도 제71호선에 속한다.
중앙대로와 함께 부산 도심과 경상남도 양산시, 울산광역시 등을 잇는 부산광역시의 핵심적인 중추 도로 중 하나이다. 이 도로변을 따라 부산지방검찰청, 부산지방법원과 부산교육대학교가 있다. 동해남부선이 이 도로 옆을 따라간다.

## 역사
- 2009년 7월 8일 : 2개 이상 구·군에 걸쳐 있는 도로로 거제대로를 고시[2]

## 주요 경유지
부산광역시
- 부산진구 - 연제구

## 노선
전 구간 국도 제7호선과 부산광역시도 제71호선에 속하기 때문에 이 두 노선에 대한 중복 표기는 따로 하지 않는다.
| 이름                  | 접속 노선                                                                             | 소재지     | 소재지   | 비고 |
| --------------------- | ------------------------------------------------------------------------------------- | ---------- | -------- | ---- |
| 송공삼거리            | 부산광역시도 제61호선 부산광역시도 제71호선 (중앙대로)                                | 부산광역시 | 부산진구 |      |
| 하마정 교차로         | 부산광역시도 제32호선 (동평로)                                                        | 부산광역시 | 부산진구 |      |
| 거제해맞이역          |                                                                                       | 부산광역시 | 연제구   |      |
| 현대아파트앞 교차로   | 부산광역시도 제7102호선 (아시아드대로)                                                | 부산광역시 | 연제구   |      |
| 남문구사거리 (거제역) | 부산광역시도 제36호선 (월드컵대로)                                                    | 부산광역시 | 연제구   |      |
| 거제역                |                                                                                       | 부산광역시 | 연제구   |      |
| (법원·검찰청 입구)    | 법원남로                                                                              | 부산광역시 | 연제구   |      |
| 교대사거리            | 국도 제7호선 부산광역시도 제61호선 (중앙대로) 부산광역시도 제4002호선 (명륜로) 교대로 | 부산광역시 | 연제구   |      |